# Assistent für Gesundheitstourismus
Assistent für Gesundheitstourismus ist ein staatlich anerkannter oder genehmigter Abschluss an Berufsfachschulen nach Landesrecht. Er kann in mehreren Bundesländern (Bayern, Baden-Württemberg, Berlin, Brandenburg) an privaten Berufsfachschulen in Deutschland erworben werden. Die Ausbildung dauert zwei Jahre.

## Zugangsvoraussetzungen
Dieser Ausbildungsgang wird in verschiedenen Bundesländern an privaten Berufsfachschulen angeboten. Da der Lehrplan und der Abschluss dem Landesrecht unterliegen, existieren in den einzelnen Bundesländern unterschiedliche Zugangsvoraussetzungen und Lehrpläne. Zumeist setzt die Ausbildung einen mittleren Schulabschluss voraus.

## Ausbildungsinhalte
Die Ausbildung beinhaltet zumeist drei Schwerpunkte:
- einen Fachbereich Gesundheitstourismus, der sich aus den Fächern Gesundheit, Sport, Fitness, Wellness und Ernährung zusammensetzt.
- einen Fachbereich Tourismus und Marketing, der sich aus den Fächern Tourismuslehre, allgemeines und spezielles Marketing, Hotelbetriebslehre und spezielle Geographie zusammensetzt.
- einen Fachbereich kaufmännische Grundlagen, der sich weitgehend analog zu kaufmännischen Ausbildungsinhalten dualer kaufmännischer Berufsausbildungen aus den Fächern Volks- und Betriebswirtschaft, Kaufmännische Steuerung und Kontrolle, Rechts- und Steuergrundlagen zusammensetzt.

Zusätzlich werden üblicherweise noch zwei Fremdsprachen (Englisch und eine Wahlpflichtfachsprache (Spanisch, Französisch)), viel Kommunikations- und Verkaufstraining sowie allgemeine und fachspezifische EDV unterrichtet.

## Praktische Ausbildung
Neben Projektarbeiten sind in die Ausbildung entweder zwei 3-monatige Praktika oder ein 6-monatiges Praktikum im In- oder Ausland integriert.

## Abschlussprüfungen
Die Ausbildung endet in der Regel mit schriftlichen und praktischen Prüfungen; zusätzlich gilt eine praxisbezogene Facharbeit als Teil der Abschlussprüfung.

## Tätigkeitsbereiche/Berufsaussichten
Assistenten für Gesundheitstourismus arbeiten in der Organisation, Planung, Beratung und Vermarktung gesundheitstouristischer Betriebe. Sie arbeiten in der Gesundheitshotellerie, bei Kur- und Fremdenverkehrsämtern, in Tourismusverbänden, bei Thermen, Bädern, Freizeit- und Kurbetrieben. Vielen Betreibern gesundheitstouristischer Angebote fehlen im Wachstumsmarkt Gesundheit/Wellness gut ausgebildete und kundenorientierte Fachkräfte, die den Gesundheitstourismus seriös planen, entwickeln, umsetzen und vermarkten. Der Bereich Gesundheits-Wellnesstourismus ist innerhalb der Tourismusbranche der Zweig mit den höchsten Zuwachsraten.

## Weiterbildung
Assistenten für Gesundheitstourismus können in einigen Ländern [Berufsoberschulen (BOS)] besuchen. Die Ausbildung und die Berufspraxis qualifizieren ebenfalls für den Tourismusfachwirt (IHK)